# Timur Ishmetov

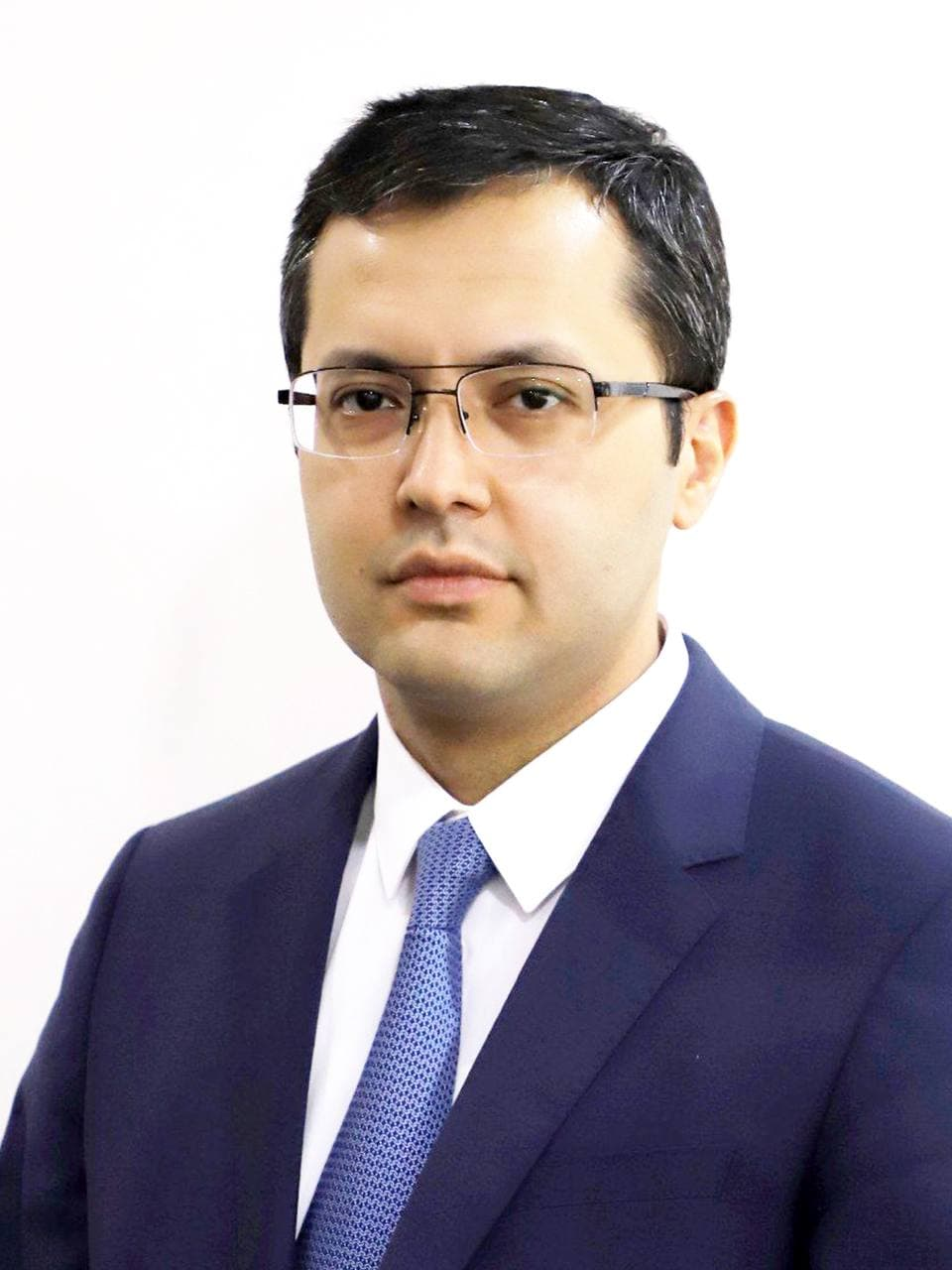
Timur Ishmetov (2020)

Timur Amindjanowitsch Ischmetov (usbekisch Timur Amindjanovich Ishmetov; * 10. November 1979 in Taschkent, Usbekische SSR, UdSSR) ist ein usbekischer Finanzier und Politiker. Er ist seit dem 20. Februar 2020 Staatsminister für Finanzen Usbekistans.

## Biografie
Timur Ischmetov wurde im Jahr 1979 in Taschkent geboren. Im Jahr 2000 absolvierte er die Fakultät für Finanzen und Kredit des Taschkent Financial Institute. Im Jahr 2005 absolvierte er seinen Master an der Universität Birmingham (Großbritannien) in Richtung International Money and Banking. Im Jahr 2008 absolvierte er die Fakultät für Rechtswissenschaften der Staatlichen Juristischen Universität Taschkent.
Von 2000 bis 2001 war er leitender Ökonom der Sonderabteilung Währungsgeschäfte der Zentralbank. Von 2001 bis 2004 war er Senior Expert Analyst, Leiter der Abteilung für Devisenbörse und Auslandsbeziehungen der Zentralbank von Usbekistan. Von 2004 bis 2008 arbeitete er in der Abteilung für Geld- und Kreditgeschäfte der Zentralbank. In den Jahren von 2008 bis 2009 leitete er die Abteilung für die Verwaltung der internationalen Reserven der Zentralbank. Im Jahr 2009 wurde er zum Direktor der Abteilung für Operationen der Zentralbank auf dem heimischen Markt ernannt. Von 2010 bis 2017 war er Direktor der Abteilung für Währungsregulierung und Kontrolle der Zentralbank.
Im April 2017 wurde er erster stellvertretender Vorsitzender des Staatlichen Investitionskomitees und im Juni desselben Jahres erster stellvertretender Vorsitzender der Zentralbank Usbekistans.
Im Mai 2019 begann er im Finanzministerium zu arbeiten, wo er bis Februar 2020 erster stellvertretender Minister war. Am 20. Februar 2020 ernannte der Präsident der Republik Usbekistan, Shavkat Mirziyoyev, Timur Ischmetov zum Finanzminister. Er ersetzte auf diesem Posten Djamshid Kuchkarov.